# Contrast (jeu vidéo)
Pour les articles homonymes, voir Contrast.
Contrast est un jeu vidéo de plates-formes et de réflexion développé par Compulsion Games et édité par Focus Home Interactive, sorti en 2013 sur Windows, PlayStation 3, PlayStation 4, Xbox 360 et Xbox One. Au cœur d'une ambiance très jazzy, ce jeu de plates-formes permet de se plonger dans l'ambiance des années 1920. 
Contrast est un jeu conçu sous l'inspiration de Vaudeville ainsi que du genre Film Noir.

## Système de jeu
Dans une ambiance de film noir, le joueur contrôle des ombres portées sur les murs dans des phases de plates-formes et de réflexion.

## Musiques
Afin de parfaire le jeu, Compulsion Games a conçu des musiques au style des années 1920, spécialement pour la création du jeu. Accompagné de Laura Ellis, divers morceaux peuvent être retrouvés tels que : 
- Kat's song (feat. Laura Ellis)
- House on Fire (feat. Laura Ellis)
- Softly
- The Streets

## Accueil
- Jeuxvideo.com : 15/20[1]